# دوغلاس تاونسند
دوغلاس تاونسند (بالإنجليزية: Douglas Townsend)‏ هو ملحن أمريكي، ولد في 8 نوفمبر 1921، وتوفي في 1 أغسطس 2012.

## وصلات خارجية
- دوغلاس تاونسند على موقع IMDb (الإنجليزية)
- دوغلاس تاونسند على موقع ميوزك برينز (الإنجليزية)
- دوغلاس تاونسند على موقع ديسكوغز (الإنجليزية)